# 데오비아 오파레이
데오비아 오파레이(DeObia Oparei)는 잉글랜드의 배우이다.

## 출연 작품
- 캐시트럭 - 브래드 역